# Ramón Rosa Correa
Ramón Rosa Correa (San Fernando del Valle de Catamarca, 1807-1878) fue un político argentino que alcanzó la gobernación de la Provincia de Catamarca.

## Biografía
Ramón Rosa Correa nació en San Fernando del Valle de Catamarca ca. 1807, hijo del capitán de milicias y guerrero de la independencia Ramón Antonio Correa y de Rosalía Bulacios.
Militó en el partido liberal de su provincia, fue miembro de la Legislatura y gobernador titular entre mayo de 1862 y septiembre de 1863. Fueron sus ministros Víctor Maubecín, Francisco Marcelino Augier y Correa, Tomás Santa Ana y Crisanto Agote.
En 1862 por consejo del general Wenceslao Paunero el presidente Bartolomé Mitre decidió intervenir la provincia de Catamarca. El Ejecutivo designó interventor al general Anselmo Rojo para asegurar el orden y reconoció a Correa como gobernador propietario, asumiendo el mando el 30 de agosto de 1862.
Con las arcas exhaustas debió recurrir a continuas contribuciones para sostener la guerra civil. La exigua renta fiscal sólo alcanzaba para sostener un batallón de infantería al mando del cual Correa puso a Víctor Maubecín, nombrándolo Comandante de Armas de la provincia.
El 6 de diciembre de 1862 el viejo techo de la Catedral Basílica de Nuestra Señora del Valle cayó sobre los fieles mientras asistían a una de las misas de la Virgen del Valle matando a más de doce personas y dejando varios heridos graves. 
A los pocos días (24 de enero de 1863) el partido opositor liderado por Moisés Omill intentó una revolución pero Maubecín logró sofocarla y apresar a los cabecillas visibles, el diputado nacional Dermidio Ocampo y los legisladores provinciales Bautista Omill y Blas de la Vega. 

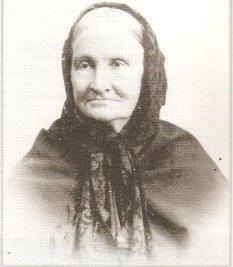
Doña Neófita Augier y Correa de Correa Bulacia. Dama fundadora de la Sociedad de Beneficencia de Catamarca. Esposa del Gob. D. Ramón Correa Bulacia, padres del gobernador Guillermo Correa-Augier.

El 30 de marzo tropas comandadas por los caudillos Carlos Ángel y Felipe Varela invadieron la provincia desde la provincia de La Rioja (Argentina) pero fueron vencidos el 31 de marzo en el combate de La Callecita por Maubecín. 
El 8 de abril el gobernador salteño Juan Nepomuceno Uriburu le informaba al presidente Bartolomé Mitre acerca del "movimiento revolucionario mediante el cual ha sido depuesto el señor gobernador Gómez de La Rioja por las fuerzas de Peñaloza o Chacho, las que amenazan invadir la provincia de Catamarca, para deponer al señor Correa y hacer volver a la escena los hombres que fueron separados a consecuencia del espléndido triunfo de Pavón, y aumentar sus fuerzas para invadir, sea la provincia de Tucumán o ésta [Salta]".
El 16 de abril de 1863 Ángel Vicente Peñaloza lanzó una proclama conocida como el "Grito de Guaja" llamando al levantamiento contra el gobierno nacional, que designó al gobernador de Santiago del Estero Manuel Taboada para encabezar la represión. Taboada, al mando de tropas de su provincia y de las milicias reunidas en Catamarca por los mandatarios de las provincias de Catamarca (Ramón Rosa Correa) y Tucumán (José María del Campo) derrotaron el 21 de abril en el Combate de Huillapima a unos 200 hombres de la vanguardia de Felipe Varela en el Departamento Capayán, provincia de Catamarca y al día siguiente batió separadamente a la vanguardia del teniente coronel Carlos Ángel y a su división principal en el Combate de Chumbicha, Departamento Capayán.
El 29 de abril invadió La Rioja al frente de 1000 hombres, mientras una división salteña al mando del coronel Diego Wellesley Wilde entraba a la provincia por el departamento Arauco y milicianos catamarqueños al mando del coronel Melitón Córdoba se preparaban para sumarse al ataque.
El 3 de mayo de 1863 las fuerzas del gobernador de facto riojano Juan Bernardo Carrizo fueron completamente derrotadas en el Combate de Mal Paso. 
En la madrugada del 30 de mayo de 1863 militantes federales y un piquete de guarnición del 8º de infantería de línea al mando del sargento Juan Piqueño se sublevaron en la capital catamarqueña a los gritos de ¡Viva la federación! ¡Mueran los liberales! ¡Mueran los salvajes unitarios!. 
Mientras el gobernador Correa huía de la capital, el capitán Emilio Alfaro, a cargo interinamente de la comandancia de armas de la provincia, se retiraba a Las Chacras con milicias leales. 
La tropa saqueó las casas de comercio, la tesorería provincial y quemó parte del archivo oficial. Alfaro, una vez reunido un destacamento, ocupó la ciudad el 1 de junio recuperando el control de la situación rápidamente.
Ausente el gobernador y restantes autoridades, Alfaro asumió una virtual dictadura, pero al siguiente día y continuando desaparecido Correa, Alfaro convocó al pueblo de la capital a un plebiscito con el objeto de designar gobernador interino, que debería celebrarse en el recinto de la legislatura presidida por Emilio Molas. 
El 2 de junio resultó elegido gobernador provisorio Víctor Maubecín, quien debería ejercer el mando hasta que apareciera el gobernador titular. Tres días después se presentó finalmente Correa pero declinó retomar su puesto. 
La Legislatura aceptó su dimisión, reiterando el nombramiento de gobernador interino de Víctor Maubecín.
Correa ocupó desde entonces algunos cargos públicos en la provincia, entre ellos el de Administrador de Correos.
Falleció en Catamarca en 1878.
Estaba casado desde 1845 con Neófita Auguier Correa.